# Honorowi obywatele Torunia
Honorowi obywatele Torunia – lista osób, którym nadano tytuł Honorowego Obywatela Miasta Torunia.
Tytuł przyznaje Rada Miasta Torunia, kierując się wnioskiem Kapituły Honorowych Wyróżnień Miasta Torunia. Tytuł potwierdzają: medal okolicznościowy, dyplom, numerowana odznaka, wpisem do Księgi Honorowych Wyróżnień Miasta Torunia oraz umieszczenie portretu osoby uhonorowanej w Galerii Honorowych Obywateli Miasta Torunia w siedzibie Rady.

## Honorowi obywatele Torunia

### Królestwo Pruskie
- Hans Jakob von Auerswald (1815)[2]
- Carl Zimmermann (1833)[2]
- Johann Wilhelm Linde zu Danzig (1836)[2]
- Heinrich Wilhelm Ernst von Beneckendorff und Hindenburg (1837)[2]
- Karl Sahse (1839)[2]
- Friedrich Christian Kries (1839)[2]
- Friedrich Hahn (1842)[2]
- dr Samuel Gottlieb von Linde zu Warschau (1844)[2]
- Karl Ludwik Werkenthin (1848)[2]
- Heinrich Philipp von Reichenbach (1848)[2]
- dr jur. Friedrich Meyer (1875)[2]
- Theodor Körner (1879)[2]
- dr Julius Bergenroth (1883)[2]
- prof. dr Wilhelm Siegfried Hirsch (1887)[2]
- Ernst Lambeck (1890)[2]
- Georg Bender (1892)[2]
- prof. Karl August Boethke (1900)[2]
- Paul von Beneckendorff und von Hindenburg (1914)[2]

### Okres międzywojenny
- gen. Józef Haller (1921)[2]
- Marszałek Francji i Polski Ferdinand Foch (1923)[3]
- marszałek Józef Piłsudski (14 maja 1935, pośmiertnie)[4]
- Marszałek Edward Śmigły-Rydz (28 maja 1938)[5][6]

### Polska Rzeczpospolita Ludowa
- Marszałek Michał Rola-Żymierski (1945)[2]
- ppłk Jurij Mironowicz Kosenko (1945)[2]

### III Rzeczpospolita
- Wanda Szuman (1992)[7]
- Elżbieta Zawacka (1992)[2]
- prof. Wilhelmina Iwanowska (1997)[2]
- Jan Paweł II (1998)[2]
- prof. Marian Biskup (2000)[2]
- prof. Artur Hutnikiewicz (2002)[2]
- o. Władysław Wołoszyn (2003)[2]
- bp Andrzej Suski (2009)[2]
- dr Jerzy Wieczorek (2010)[2]
- dr hab. Antoni Stawikowski (2013)[2]
- prof. Jan Hanasz (2016)[8]
- Stanisław Dembiński (2024)[9][10]
- Alicja Grześkowiak (2024)[9][10]
- Jan Wyrowiński (2024)[9][10]